# Мусе
Мусе (лит. Musė) — река на востоке Литвы, в Вильнюсском и Ширвинтском районах Вильнюсского уезда. Правый приток Няриса (Вилии).
Длина реки 72 км, средний градиент 1,66 м/км. Мусе берёт начало в 4 км к северо-востоку от Пабярже и течёт на запад через озеро Муся. Из озера Муся вытекает у городка Глитишкес. Впадает в Нярис в 75 км выше устья этой реки, возле Чёбишкиса. Площадь водосборного бассейна 340 км². В верховьях Мусе, у Антанеляя, в неё впадают Тола и Юоде, сливающиеся в один поток незадолго до места впадения. Ниже Барткушкиса в реку впадают Жебокшта (справа) и Спера (слева). В 4,5 км выше устья Мусе в неё также впадает Каймена. Сезонные колебания уровня воды до 1,1 м. Средний расход воды в устье 2,82 м³/с.
Более половины притоков канализированы, русло самой реки Мусе канализировано на протяжении 15 км от озера Муся до Яунюная. Окрестности реки в основном безлесные, лес покрывает лишь 13 % площади бассейна.